# Беловиця
Бело́виця (болг. Беловица) — село в Пловдивській області Болгарії. Входить до складу общини Хисаря.

## Населення
За даними перепису населення 2011 року у селі проживали 340 осіб.
Національний склад населення села:
| Національність   | Кількість осіб | Відсоток |
| ---------------- | -------------- | -------- |
| болгари          | 301            | 94,7%    |
| цигани           | 12             | 3,8%     |
| турки            | 5              | 1,6%     |
| інша             | 0              | 0%       |
| не визначились   | 0              | 0%       |
| Всього відповіли | 318            |          |

Розподіл населення за віком у 2011 році:
Динаміка населення: